# Bubulina Krasniqi
Bubulina Krasniqi, född den 29 oktober 1987 i Pristina i Kosovo, är en albansk sångerska. 

## Karriär
Redan vid åtta års ålder började hon sjunga inför publik som medlem i barngruppen "Xixëllonjat". Hennes solokarriär började ordentligt 2005 när hon var arton år. Hennes debutsingel var "Nën kontroll". Därefter släppte hon även låtarna "Shko" och "Mjaft më". Vid den femte upplagan av musiktävlingen Top Fest år 2008 framförde hon låten "Ëndrra ime" tillsammans med sångaren Blero. I september 2009 släppte hon låten "Elementi i 5-të" med musikvideo. Denna låt är hennes största hit hittills och skrevs av Big Basta med musik av Flori Mumajesi. Under samma år släppte hon låten "Ëndrra ime" tillsammans med Blero. Åt samma Blero skrev hon även texten till låten "Ajo apo ti" som han släppte sommaren 2012.
Hon är inte den enda i sin familj som är känd. Hennes far Milazim Krasniqi är politiker, hennes bror Memli Krasniqi är sångare och politiker, och hennes syster Teuta Krasniqi är skådespelerska.

## Diskografi

### Singlar
- 2005 – "Nën kontroll"
- 2009 – "Ëndrra ime" (feat. Blero)
- 2009 – "Elementi i 5-të"